# 수퍼시스터
수퍼시스터(Supersister)는 헤이그에서 결성된 밴드로 프로그레시브 록 뿐만 아니라 재즈와 팝 등 다양한 스타일을 구사했으며 사운드상의 유사성으로 캔터베리 신 밴드중 하나로 간주된다.

## 역사
65년 블럽스(The Blubs), 66년 프로보케이션(Provocation)이라는 이름으로 활동하다가 리더 롭 다우가 밴드명을 67년에 스윗 OK 시스터라고 바꾸었다. 여전히 아마추어적인 스쿨밴드였다. 하지만 리더 롭 다우(Rob Douw)는 곧 밴드를 탈퇴하고 남은 멤버들이 이름을 수퍼시스터로 바꾼 뒤 진지하게 음악을 시작한다. 새로운 리더 얀 스팁스의 건반이 리드하는 프로그 스타일이었다.
1집 Present from Nancy부터 차트에 진입한 싱글들이 나왔다. 네덜란드 우드스톡 페스티벌이라는 평가를 받은 크라링겐 페스티벌에서 연주하기도 했다. Pudding en Gisteren (1972) 이후 Van Geest and Vrolijk가 탈퇴하여 교체된 멤버로 다음 앨범 Iskander in 1973가 발매되는데 이것은 재즈록 스타일의 콘셉트 음반이었다. 알렉산드로스 3세 메가스를 소재로 했다. 74년에 마지막 앨범 Spiral Staircase를 내고 해산한다. 사실상 Sacha Van Geest의 솔로 작품이었다.
이후 얀 스팁스는 잠시 골든 이어링에서 활동하다가 네덜란드 팝밴드인 닛츠(The Nits)에서 계속 음악경력을 이어나간다. 솔로앨범과 OST 작업, 프로듀싱 작업등을 계속 했다.
밴드는 로스앤젤레스에서 열린 프로그페스트에 참여하기 위해 2000년에 재결성했다. 공연을 하면서 앨범 미수록 곡들을 모아 새 음반 M.A.N.(1969–1973)을 낸다. 2001년에 van Geest가 심장병으로 사망하여 활동은 짧게 마감되었다.
이들은 2010년에 3인조로 다시 재결합했다. 니어페스트에서 연주하기로 했으나 Ron van Eck의 건강문제로 취소되었고 그는 결국 백혈병으로 2011년에 사망했다.

## 앨범
- 1970 - Present from Nancy (Polydor 2441 016)
- 1971 - To the Highest Bidder (Polydor 2310 146)
- 1972 - Pudding en Gisteren (Polydor 2925 007 - titelstuk was voor balletvoorstelling met Nederlands Dans Theater)
  - 1973 - Superstarshine Vol. 3 (Polydor 2419 030 - compilatie met o.a. niet eerder uitgebrachte opnames, singles en live materiaal)
- 1973 - Iskander (Polydor 2925 021)
  - 1973 - Startrack Vol. 1 (Polydor 2491 002 - compilatie)
- 1974 - Spiral Staircase (als "Sweet Okay Supersister")
  - 2000 - Memories Are New - M.A.N. (SOSS MUSIC 552 327 2 - unieke (demo)opnamen (1967), met orkest (1972) en live (1973), uitgebracht ter gelegenheid van een reünie)
  - 2000 - Supersisterious (SOSS MUSIC 552 445 2 - live dubbel cd (Paradiso))
  - 2002 - The Universal Masters Collection (Polydor 589 682 2 - compilatie)